# Sonnaz (Savoie)
Sonnaz ist eine französische Gemeinde mit 2106 Einwohnern (Stand: 1. Januar 2022) im Savoie in der Region Auvergne-Rhône-Alpes. Die Bewohner werden Sonnaziens und Sonnaziennes genannt.

## Geographie
Sonnaz liegt auf 370 m, etwa 6 km nördlich der Stadt Chambéry (Luftlinie). Das Dorf erstreckt sich im Nordwesten des Département Savoie, im Alpenvorland südöstlich des Lac du Bourget, auf einem Höhenrücken zwischen der Talsenke von Chambéry und der Mulde des Tillet, am Westfuß des Nivolet (Teil des Massivs der Bauges).

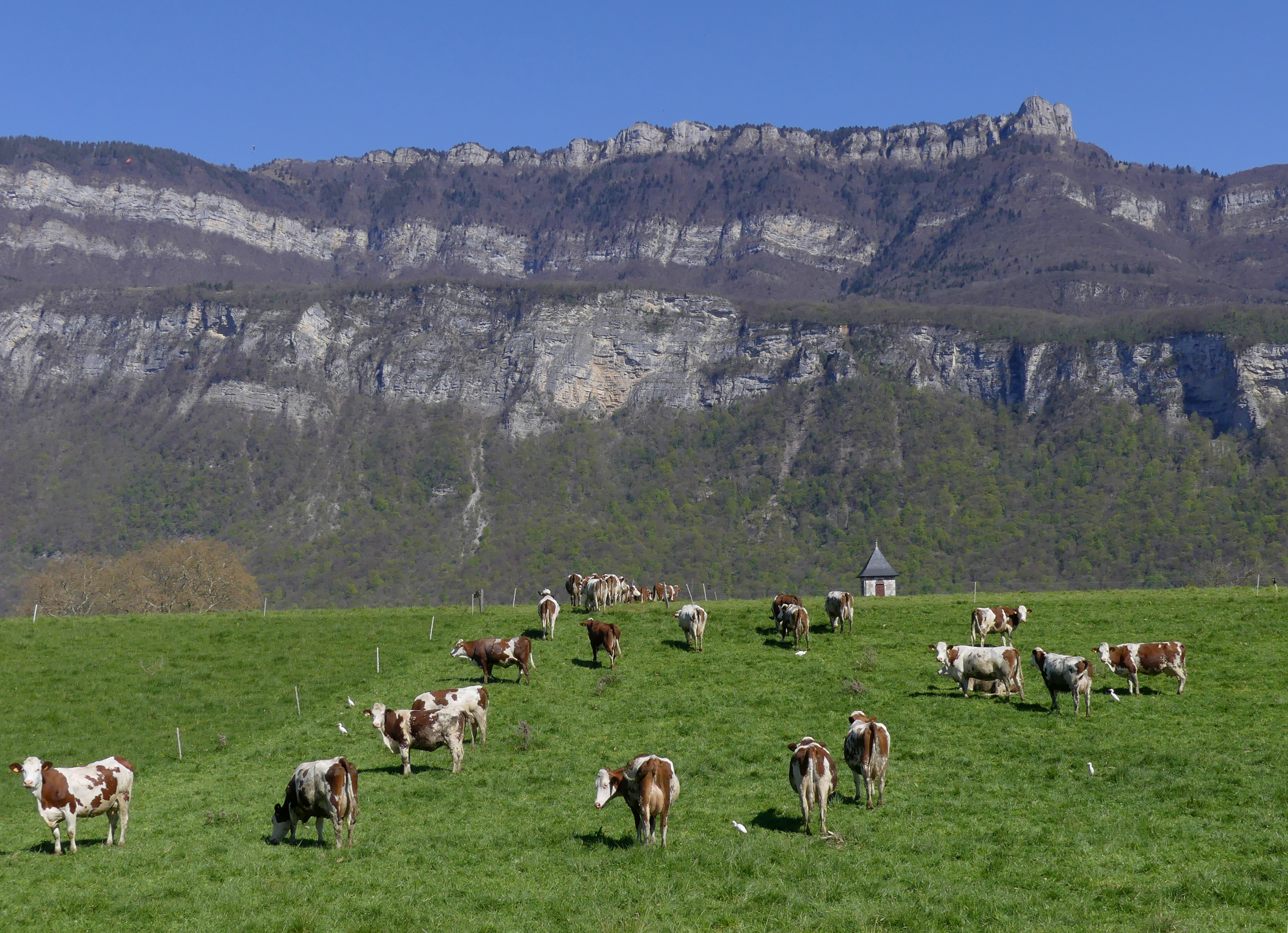
Kühe unterhalb des Nivolet

Die Fläche des 6,79 km² großen Gemeindegebiets umfasst einen Abschnitt des französischen Alpenvorlandes. Der Hauptteil des Gebietes wird von den Anhöhen von Sonnaz eingenommen, einem Höhenrücken, der sich von Chambéry nordwärts bis nach Aix-les-Bains ausdehnt. Im Osten wird dieser Rücken von der rund 1 km breiten, flachen Talebene des Tillet begrenzt, die früher eine Sumpffläche bildete. In einem schmalen Zipfel erstreckt sich das Gemeindeareal nach Südosten und reicht den Steilhang des Bois du Fournet hinauf. Auf einem Vorsprung unterhalb des Nivolet wird mit 680 m die höchste Erhebung von Sonnaz erreicht.
Zu Sonnaz gehören neben dem eigentlichen Ortskern auch mehrere Weilersiedlungen und Gehöfte, darunter:
- Rages (320 m) am Ostabhang der Anhöhe von Voglans
- Montagny (290 m) in der Talsenke des Tillet

Nachbargemeinden von Sonnaz sind Viviers-du-Lac im Norden, Méry und Verel-Pragondran im Osten, Saint-Alban-Leysse und Chambéry im Süden sowie Voglans im Westen.

## Geschichte
Das Gemeindegebiet von Sonnaz war bereits während der Römerzeit besiedelt, was anhand von mehreren Überresten nachgewiesen werden konnte. Im Mittelalter erscheint die Bezeichnung Sonnas in den Urkunden. Sonnaz gehörte zum Besitz des Benediktinerpriorats Lémenc. Es bildete lange Zeit eine eigene kleine Herrschaft.

## Sehenswürdigkeiten
Die Pfarrkirche Saint-Donat von Sonnaz wurde im 19. Jahrhundert erbaut. Das Château de Sonnaz stammt ursprünglich aus dem 11. Jahrhundert, erhielt seine heutige Gestalt aber bei umfangreichen Umbauten im 19. Jahrhundert. Seine Fassaden und Dächer sind seit 1979 als Monument historique eingeschrieben. Auf dem kleinen Friedhof befindet sich das Grab des jungen Pop-Sängers Grégory Lemarchal.

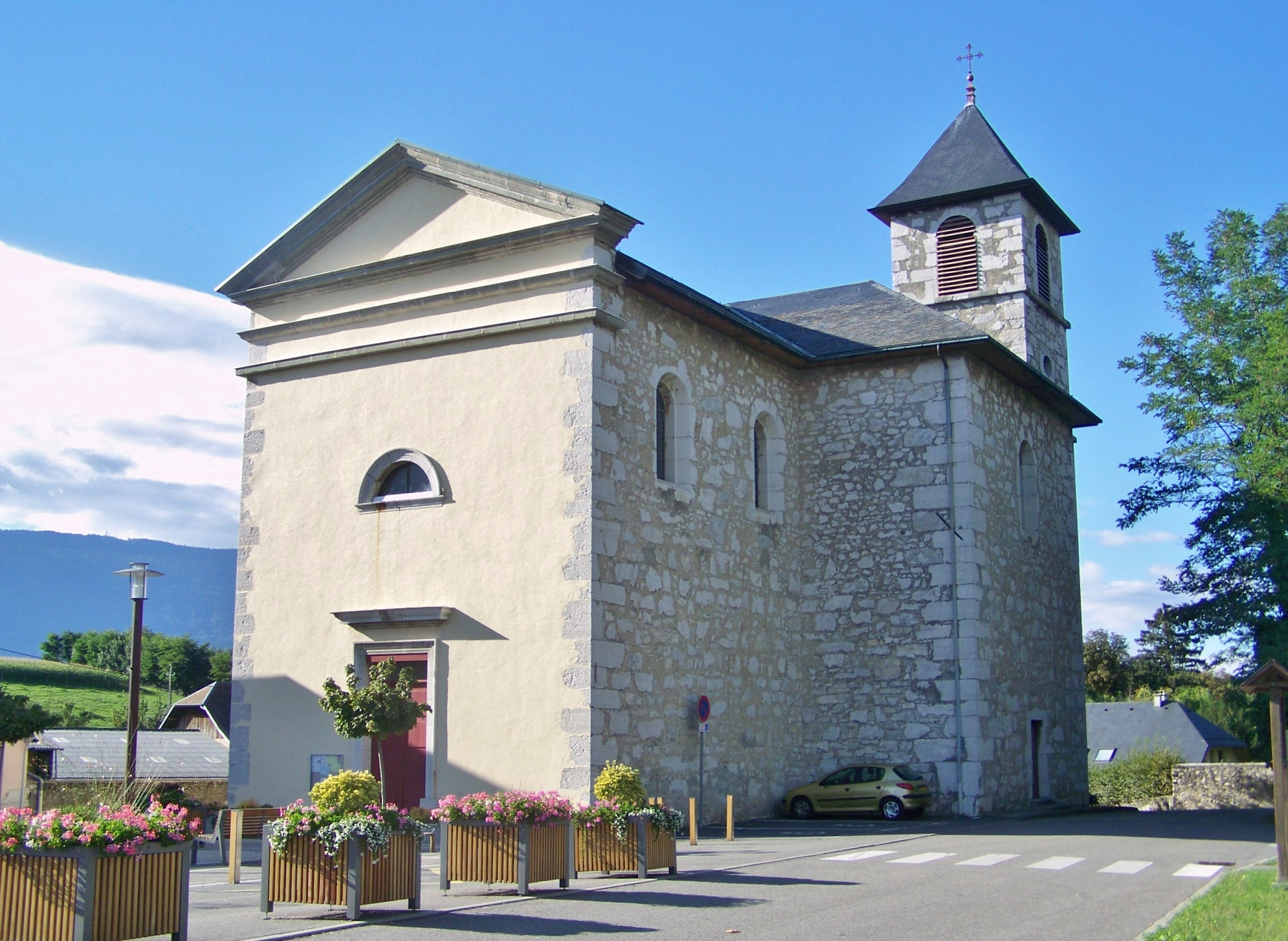
Pfarrkirche Saint-Donat
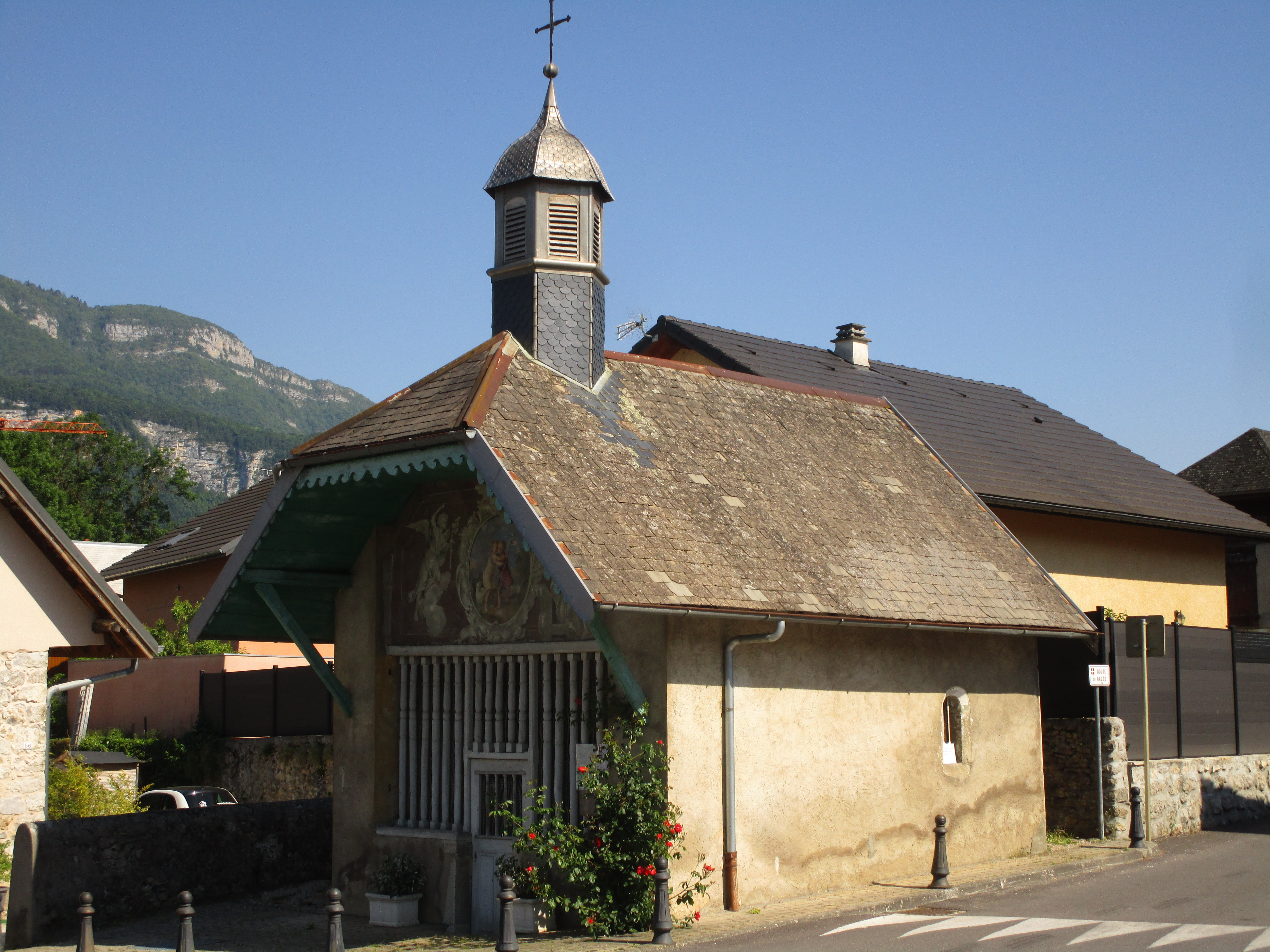
Kapelle Notre-Dame-de-Grâce in Rages
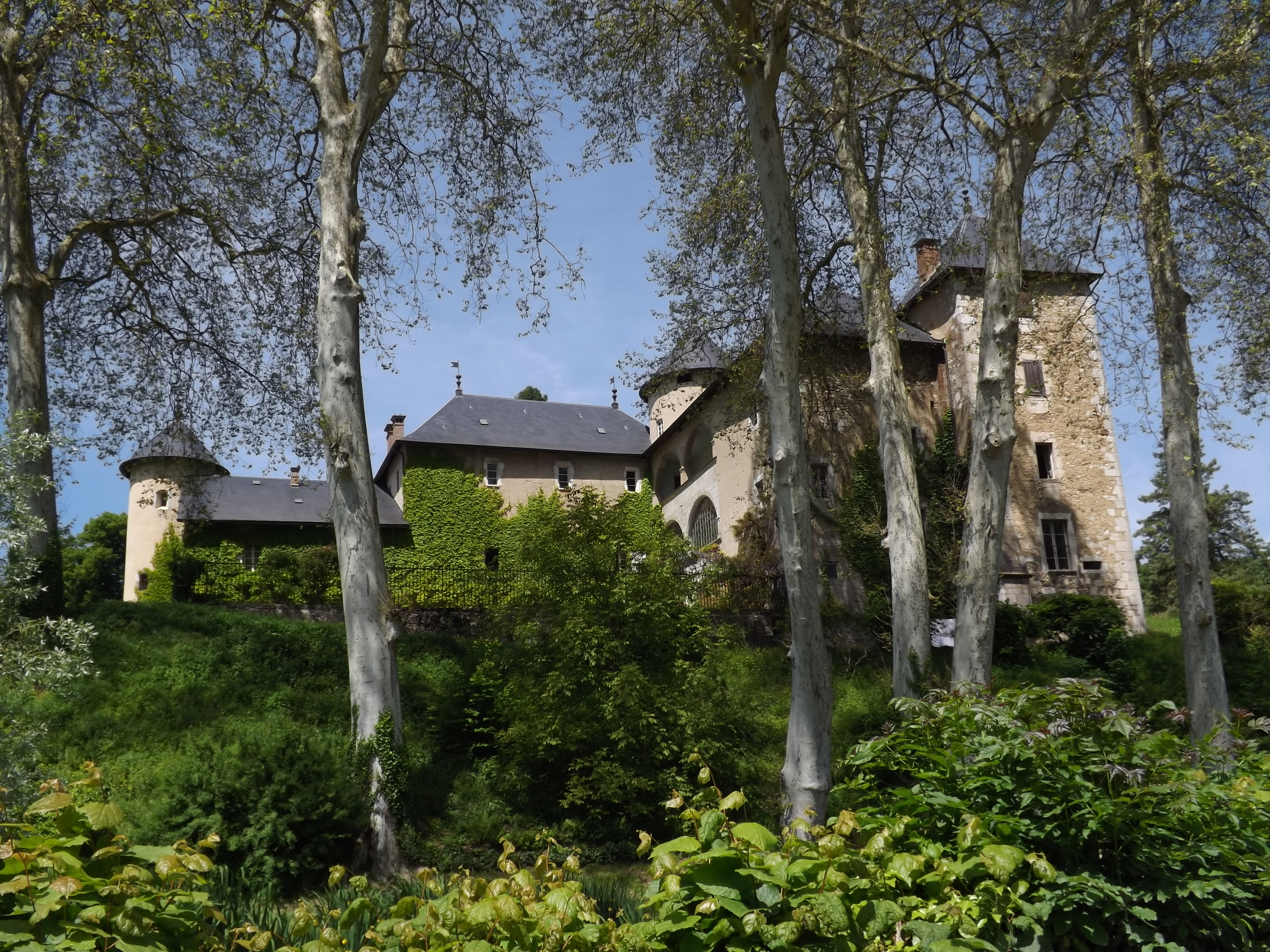
Schloss Sonnaz

## Bevölkerung
| Jahr                       | 1962 | 1968 | 1975 | 1982 | 1990 | 1999 | 2005 | 2012 | 2020 |
| Einwohner                  | 462  | 459  | 667  | 849  | 977  | 1222 | 1227 | 1677 | 2072 |
| Quellen: Cassini und INSEE |      |      |      |      |      |      |      |      |      |

Mit 2106 Einwohnern (Stand 1. Januar 2022) gehört Sonnaz zu den mittelgroßen Gemeinden des Département Savoie. Nachdem die Einwohnerzahl in der ersten Hälfte des 20. Jahrhunderts rückläufig war, wurde seit Beginn der 1970er Jahre wieder eine deutliche Bevölkerungszunahme verzeichnet. Seither hat sich die Einwohnerzahl mahr als verdreifacht. Das Siedlungsgebiet von Sonnaz wächst immer mehr mit demjenigen von Chambéry zusammen.

## Wirtschaft und Infrastruktur
Sonnaz war bis ins 20. Jahrhundert hinein ein vorwiegend durch die Landwirtschaft, insbesondere den Weinbau geprägtes Dorf. Daneben gibt es heute verschiedene Betriebe des Klein- und Mittelgewerbes. Einige Gewerbezonen entstanden in den letzten Jahrzehnten entlang der Hauptstraße. Mittlerweile hat sich das Dorf zu einer Wohngemeinde gewandelt. Viele Erwerbstätige sind Wegpendler, die hauptsächlich im Raum Aix-les-Bains und Chambéry ihrer Arbeit nachgehen.
Die Ortschaft ist verkehrsmäßig gut erschlossen. Sie liegt an der Hauptstraße D991, die von Chambéry nach Aix-les-Bains führt. Weitere Straßenverbindungen bestehen mit Voglans, Méry und Saint-Alban-Leysse. Der nächste Anschluss an die Autobahn A41, welche das Gemeindegebiet durchquert, befindet sich in einer Entfernung von rund sechs Kilometern.